# Galeodes babylonicus
Galeodes babylonicus är en spindeldjursart som beskrevs av Roewer 1934. Galeodes babylonicus ingår i släktet Galeodes och familjen Galeodidae. Inga underarter finns listade i Catalogue of Life.